# بوده‌خرافن-ریوویک
بوده‌خرافن-ریوویک (به هلندی: Bodegraven-Reeuwijk) یک شهرستان در هلند است که در هلند جنوبی واقع شده‌است. بوده‌خرافن-ریوویک ۰ متر بالاتر از سطح دریا واقع شده‌است.